# Un cappello pieno di ciliege
Un cappello pieno di ciliege è un romanzo incompiuto di Oriana Fallaci, pubblicato postumo nel 2008.

## Storia
Vi viene raccontata la storia della famiglia dell'autrice tra il 1773 e il 1889. La scrittrice ha lavorato alla scrittura di questo romanzo per oltre dieci anni interrompendosi a seguito degli attentati dell'11 settembre, che l'hanno indotta a scrivere La rabbia e l'orgoglio.
Il romanzo s'interrompe con il matrimonio dei nonni paterni, Antonio e Giacoma. Avrebbe dovuto contenere tutta la storia successiva fino al 1944.
Il nipote ed erede universale di Oriana, Edoardo Perazzi, ha curato la pubblicazione del libro. Egli ha dichiarato di aver seguito precise disposizioni della scrittrice riguardanti sia il titolo sia il testo del libro.
Il romanzo ha venduto 500 000 copie nei primi tre giorni di uscita (ne sono state eseguite tre ristampe).

## Trama

### Prima parte: Fallaci
1773. La prima parte del libro è ambientata in un podere, Vitigliano di Sotto, dove vive un mezzadro, Luca Fallaci, e sua moglie Apollonia. Questi hanno quattro figli: Gaetano, Carlo, Violante e Aloisio (morto a quattordici anni). Carlo, un ragazzo bello e coraggioso, è colui che potrebbe essere denominato il "ribelle" della famiglia. Odia il fatto che il padre sia un terziario francescano e, a differenza di tutta la sua famiglia, sa leggere e scrivere. Un giorno, gli propongono di partire per l'America ed egli accetta subito. La condizione per partire era quella di andare a Firenze e aspettare che il segretario di Filippo Mazzei lo portasse al porto insieme ad un gruppo di altri uomini. Carlo, però, si distrae leggendo alcuni libri e così, amareggiato, ritorna a casa. Qui ritrova suo padre morente e, sul punto di morte, gli fa promettere di continuare il suo progetto iniziale, ovvero quello di comprare con i risparmi di tutta la sua vita, un podere: San Eufrosino di Sopra. Carlo, allora, rinuncia alla sua vita spensierata e diventa anch'egli terziario francescano. Grazie anche all'aiuto del fratello Gaetano, Carlo riesce nel suo progetto e sistema la casa e la Chiesa sul terreno con la madre e la sorella. Però, dopo che Violante diventa suora e Apollonia muore, Gaetano e Carlo si rendono conto che c'è bisogno della presenza di una donna in casa. La donna è Caterina Zani, rinomata nel suo paese per essere discendente d'una donna bruciata al rogo (poiché aveva cucinato un cosciotto d'agnello durante la Quaresima): Ildebranda. Caterina è inoltre rinomata perché violava ogni legge del tempo. La donna, in un primo momento, è riluttante a sposare Carlo, ma, appena scopre che egli sa leggere e scrivere, non esita ad accettare. Così, Caterina si ritrova incinta in breve tempo, ma, non scoraggiata, impara a leggere, scrivere e far di conto durante la gravidanza. La bambina che nasce, Teresa, però non sopravvive e Caterina cade in depressione per un anno. Gaetano, dunque, si sposa con Viola Calosi. Anch'essa rimane incinta e durante i nove mesi Caterina sta sempre peggio. Non risponde a nessuno ed è come se vivesse in un mondo tutto suo. L'avvenimento che la fa risvegliare dal suo "sonno" è la frase di Viola, appena comprende che i suoi figli sono morti: "Pazienza, la prossima volta andrà meglio". Caterina appena sente questa frase riprende il comando in casa e inizia una competizione con la stessa Viola: entrambe sapevano che il podere sarebbe andato a un figlio maschio ed entrambe volevano che quel figlio fosse il suo. La gara è però vinta da Caterina perché è più giovane di Viola. La storia prosegue fino a quando non si arriva al punto in cui Carlo e Gaetano danno fuoco a un Albero della Libertà, un albero piantato dai rivoluzionari francesi. Qui, un contadino innocente viene scambiato per Gaetano e ucciso. Gaetano, allora, entra in una fase depressiva finché non muore, nel 1804, fulminato. Vicissitudine dopo vicissitudine, come il figlio sdentato per non essere un militare e un nipote morto in Russia, Caterina impara l'arte del guarire con le erbe e diventa la migliore del territorio. Nel 1839, però, Carlo muore e Caterina, che si era innamorata del suo sposo, voleva morire al suo fianco con del veleno. Carlo la ferma e le dice di continuare la sua vita. Due anni dopo, nel 1841, muore anche Caterina, che lascia al figlio Gaetanino una cassa (appartenuta all'antenata Ildebranda) dove contenere i cimeli di famiglia.

### Seconda parte: Launaro
La seconda parte inizia con la gioventù di Francesco Launaro: figlio orfano di madre e con un padre sperduto, durante la gioventù impara a stare su una nave e scopre che il padre è morto a causa dei lavori forzati dove lo avevano condotto gli algerini. Francesco quindi parte e, durante una battaglia, uccide venti algerini, come vendetta per il padre. La scena si sposta in Spagna,a Madrid, dove Gerolamo Grimaldi, illustre marchese e duca, mette incinta una donna, Maria Isabel Felipa Rodriguez De Castro, e, sposandola in fretta e furia, la manda a Barcellona, in una casa con alcune domestiche, dove il suo unico amico era un prete, don Julian. La bimba che dà alla luce è chiamata Maria Ignacia Felipa Rodriguez y Grimaldi. Qui, madre e figlia passano diciotto anni, fin quando la madre muore per un tumore. Montserrat (soprannome della figlia) verrà a sapere l'identità del padre e, con l'aiuto di don Julian, si imbarca per andare a Genova. Durante il viaggio conosce Francesco, di vent'anni più grande di lei, che è il nostromo della nave. I primi giorni sono riluttanti entrambi a vedersi, ma, quando si incontrano sul ponte della nave, nasce una grande amicizia. Durante la tappa a Marsiglia, però, il minstral provoca una tempesta. Montserrat, uscendo dalla cabina, vede Francesco che salva la nave. Dopo, salva anche la sua vita e Montserrat capisce di essere innamorata del nostromo. Quando la ragazza giunge a Genova, prova ad andare dal padre malato, con una lettera firmata dalla madre, ma lì incontra il nipote, Francesco Maria. Scoprendo la verità, il nipote le toglie la lettera dalle mani, che, ovviamente, distruggerà, per non avere ostacoli ad intascare l'eredità del duca. Montserrat, però, capisce troppo tardi l'imbroglio, ma nel frattempo sposa Francesco. Egli le regala un matrimonio da favola, ma, quando si ritrovano a dover vivere come marito e moglie, scoprono di non aver alcun risparmio da parte. Riluttante ad accettare la dote della moglie, Francesco parte per lavorare anche in navi negrerie. Rimane sempre fedele a Montserrat, da cui ha quattro figli: Raffaele, Gabriele, Emanuele e Daniele. Mentre è incinta del quinto figlio, Michele, Montserrat rischia di essere violentata da alcuni soldati napoleonici, ma riesce a scappare. La gravidanza ne risente e il bambino nasce prima, gobbo e con la testa più grande del normale. Montserrat non si dispiace per questo avvenimento, perché, si ripete, ha altri quattro figli alti, belli e forti. Tutti e quattro, come il padre, si innamorano del mare e partono insieme a Francesco. Nella tappa a Marsiglia, però, la nave naufraga e tutti, figli compresi, muoiono. L'unico sopravvissuto è proprio Francesco. Tornato a casa, Francesco prova a spiegare a Montserrat quel che è successo, ma la moglie non reagisce. Entra in uno stato psicologico anormale, pensando che i figli siano ancora vivi e immaginandoli a fianco a sé. Il medico raccomanda a Francesco di non rivelarle bruscamente la verità, perché potrebbe avere delle ripercussioni sul suo stato mentale. Francesco, quindi, raccomanda alla domestica di tenere d'occhio Montserrat mentre egli non c'è. Ma un giorno, la domestica, occupandosi di Michele, non si accorge che Montserrat esce di casa per dirigersi al porto, dove aspetta invano i figli. Qui le rivelano la verità e Montserrat diventa matta. Non riconosce il figlio Michele e appena vede Francesco gli si scaglia contro. Il marito la porta in un centro psichiatrico, dove muore una notte al freddo, nel 1814. Francesco muore per un tumore alla gola due anni dopo, nel 1816.

### Terza Parte: Cantini
San Jacopo d'Acquaviva. Qui vivono Natale Cantini e la sua seconda moglie Rina Nuti, con i figli Gasparo e Giovanni. Quest'ultimo è innamorato d'una giovane del suo paese, Teresa Nardini, che vuole sposare. Il povero Giovanni, però, non è nient'altro che un contadino e vorrebbe che Teresa lo vedesse come un qualcosa di più. Si arruola quindi nell'esercito di Napoleone, convinto che quando ritornerà, ricoperto da onori e gloria, potrà finalmente chiedere in sposa Teresa. Dopo anni nell'esercito napoleonico, Giovanni finalmente torna dalla guerra con un anello per Teresa. Egli va a Livorno con la divisa napoleonica, simbolo che nell'Italia dell'epoca era ritenuto vergognoso. A Giovanni, però, non importa e va da Teresa, che scopre essersi sposata con il fratello Gasparo. Ella, dopo tutti gli anni di assenza di Giovanni, aveva pensato che fosse morto e, per ricordo alla sua memoria, aveva sposato il fratello. I due dunque iniziano un rapporto molto freddo, nonostante entrambi non abbiano mai smesso d'amarsi. Teresa e Gasparo provano a fare figli, ma tutti muoiono prematuramente. Giovanni, nel frattempo, è coinvolto dalla politica italiana e gira per la penisola con una diligenza. Per dieci anni, si ignorano fin quando Teresa non deve andare a Lucca per l'abito d'una signora e Giovanni deve andare proprio lì il giorno stesso. I due, rinunciando alla messinscena, passano una notte d'amore, da cui nascerà Giovan Battista, detto anche Giobatta. Giovanni, durante l'infanzia del ragazzo, va via e nessuno ne ha più notizie. Giobatta, intanto, cresce e vuole imparare a leggere e scrivere per comunicare con lo zio Giovanni. A scuola, però, vive un'esperienza traumatica e rinuncia. Intanto, impara il mestiere dello scultore e, grazie alle incisioni del maestro Paolo Emilio Demi, impara a leggere e scrivere. Nella famiglia entra a far parte anche Maria Rosa, una ragazza che non si sa quanti anni sia più grande di Giobatta. Sa ricamare molto bene, ma è brutta e bassa e, alcune volte, per rattoppare gli abiti, usava i suoi stessi capelli, per cui era anche un po' pelata. Giobatta, alto e bello, si innamora di lei, non per il suo aspetto fisico, ma per la sua voglia di vivere. I due, anche se i genitori non vogliono, si sposano e sono sempre più coinvolti dalla politica italiana. Giobatta parte anche in guerra, dove viene sfregiato. Dopo questo episodio, Giobatta cambierà e Maria Rosa con lui: non sarà più una donna allegra, ma solo una povera signora che rattoppa gli abiti di altre persone per mandare avanti la famiglia. Nel 1860, però, Maria Rosa muore e Giobatta deve costruire statuine di alabastro da vendere ai turisti. Egli morirà l'anno dopo, investito da una carrozza mentre vendeva sotto la pioggia le sue statuine.

### Quarta Parte: Ferrier
La storia inizia nella Torino calvinista. Thomas Ferrier e Judith Jahiers ospitano in casa propria un polacco, Stanislao, che si trova in Italia per conto della guerra d'indipendenza polacca. Qui, si innamora della giovane figlia di Thomas, Marguerite. Prima di partire, i due si innamorano, ma Stanislao ripartirà in Polonia, dove verrà ucciso dopo poco tempo. Egli non saprà mai di avere avuto una figlia da Marguerite, Anastasia. I genitori della ragazza, però, non accettano la gravidanza e cacciano via la figlia e la zia Jacqueline in un paese dove nessuno le conosce. Qui la bambina nasce e, quando Marguerite sarà pronta per ripartire per Torino, morirà travolta dal fiume in piena. Jacqueline tornerà, quindi, con Anastasia a Torino, dove crescerà sempre più bella. Sarà ammessa al Regio, una scuola prestigiosa per ballerine. Anastasia avrà una storia con Edmondo De Amicis, ma finirà presto in un anno. Anastasia, sconvolta dalla storia con lo scrittore, si lascia trasportare dalla passione, tanto da avere una figlia da un uomo molto più grande di lei. Ma Anastasia non vuole la figlia e la abbandona in un convento, per partire in America. Qui, dopo una breve sosta a New York, partirà per il Far West, dove avrebbe voluto incontrare la sua balia. Dopo un viaggio travagliato, giunge a Salt Lake City, dove programmerà di sposare il capo dei mormoni. Ma, la notte prima delle nozze, avendo scoperto della morte della zia Jacqueline, Anastasia scapperà nella vicina Virginia City, dove sposerà un baro, che sarà però ucciso da un pistolero. Dopo aver avuto la vendetta sul marito, Anastasia ritorna in Italia per rivedere la figlia. La ritrova e va a vivere con Giacoma (il nome vero e proprio era Jacqueline, in onore della zia, ma alla scoperta del corpicino, hanno deciso di italianizzare il nome). La donna, ormai quarantenne, ma sempre bellissima, abita in un hotel con Giacoma, dove può vivere negli agi grazie ad alcune sue azioni e ai soldi guadagnati in America. Anastasia conosce, però, Antonio Fallaci, discendente di Carlo e Caterina. I due si innamoreranno, ma Anastasia non vorrà mai far sapere alla figlia, innamorata del giovane, di questo rapporto. Giacoma lo scoprirà da sola e, per il dolore, è in trance per una notte intera. Anastasia e Antonio decidono, dunque, di dividersi. Nel frattempo, le azioni di Anastasia sono andate perdute e le due devono vivere in povertà in una casa vicino al fiume Savio. Un po' di tempo dopo, però, Giacoma, mentre cuce, si ferisce ad un occhio e perderà la vista da quello per tutta la vita. Intanto, Anastasia richiama Antonio e lo implora di sposare Giacoma. Seppur a malincuore, Antonio accetta e sposa la figlia della donna amata. Quando Antonio andrà ad informare Anastasia di essere diventata nonna, scoprirà che si è gettata, durante una notte tempestosa, nelle acque del fiume Savio e che del suo corpo non ne è rimasta traccia.

## Edizioni
- Oriana Fallaci, Un cappello pieno di ciliege. Una saga, collana I Libri di Oriana Fallaci, Milano, Rizzoli, luglio 2008,  p. 859, ISBN 978-88-17-02781-6.
- id., Un cappello di ciliege, Collana Bur Big, BUR, Milano, 2009.
- id., Un cappello di ciliege. Una straordinaria saga familiare. Un grandioso affresco storico, Collana Superpocket Bestseller, RL Libri, Milano, aprile 2011, ISBN 978-88-462-1098-2.
- id., Un cappello di ciliege. Prefazione di Pierluigi Battista, Collana best Bur, BUR, Milano, novembre 2014.